# Pouteria euryphylla
Pouteria euryphylla là một loài thực vật thuộc họ Sapotaceae. Đây là loài đặc hữu của Panama.